# Храм Николы на Посаде (Коломна)
Храм святителя Николы Чудотворца на Посаде — старообрядческий православный храм в городе Коломне Московской области, одна из старейших церквей города. В начале 1990-х годов передан к Московской епархии Русской православной старообрядческой церкви.

## История
Во времена Великого княжества Московского в Коломенском посаде был воздвигнут храм во имя Николая Чудотворца, упомянутый в писцовых книгах 1577—1578 годов. Каменный храм в честь Воскресения Словущего с Никольский приделом построили в 1716—1719 годах на средства прихожан.

## Архитектура
Это типичный купеческий храм в стиле московского узорочья, с обширным хозяйственным подклетом, высокой летней церковью и зимним придельным храмом. Здание обильно отделано кирпичной резьбой, его верх украшают 105 кокошников и «пучковое» пятиглавие. Центральный барабан световой, а остальные четыре, «глухие».
Во второй половине XVIII веке наличники и кокошники срубили. Восстановили их в ходе реставрации только в 1970-х годах. Иконы и стенопись утрачены в 1930-х годах. От красной, отдельно стоявшей шатровой колокольни сохранился только нижний ярус.

## Современное положение
В начале 1990-х годов администрация города передала храм старообрядческой общине Русской православной старообрядческой церкви.